# 3210 Lupishko
3210 Lupishko eller 1983 WH1 är en asteroid i huvudbältet som upptäcktes den 29 november 1983 av den amerikanske astronomen Edward L.G. Bowell vid Anderson Mesa Station. Den är uppkallad efter den sovjetisk-ukrainske astronomen Dmytro Lupisjko.
Asteroiden har en diameter på ungefär nitton kilometer.